# Eunice Davis
Eunice Emile Davis, geborene Eunice Wright (* 23. Februar 1920 in Dublin, Georgia; † 13. Juli 1999) war eine US-amerikanische Sängerin des Rhythm and Blues und Jump Blues und Lyrikerin.

## Leben
Davis zog mit ihrer Familie nach Glassboro, New Jersey, als sie drei Jahre alt war. Sie arbeitete zunächst als Geschirrwäscherin, dann angeblich als Köchin. Ihre Karriere begann, als sie bei einem Amateurwettbewerb im New Yorker Apollo Theater entdeckt wurde und Gelegenheit zu Plattenaufnahmen für das lokale Label Derby Records bekam, bei denen sie von der Freddie Mitchell Band begleitet wurde. Es entstanden 1952 die Titel „Rock Little Daddy“/„Go to Work Pretty Daddy“, für Coral Records „Daddy Work“. „Rock Little Daddy“, das auf „Rock Little Baby“ von Cecil Gant aufbaute und als einer der ersten Titel des Rock ’n’ Roll gilt, wurde ein regionaler Hit. 1953 erhielt sie einen Plattenvertrag bei Atlantic Records („My Beat Is 125th Street“). Für King Records schrieb sie außerdem Songtexte im Team mit Lowman „El“ Pauling, die von The Checkers und The Blue Dots interpretiert wurden. Sie selbst nahm 1955 für das King-Sublabel DeLuxe Records noch „Get Your Enjoys“ und für Grant Records „Let's Have a Party“ auf. Auf Auftritten im selben Jahr wurde sie von Horace Silver, Gerry Mulligan und Oscar Pettiford begleitet. Da der kommerzielle Erfolg ausblieb, zog sie sich weitgehend aus dem Musikgeschäft zurück. Gelegentlich trat sie mit Loumell Morgan in Jazz-&-Lyrik-Programmen auf.
1978 zog Davis nach Phoenix, wo sie eine Liaison mit Louisiana Red einging. 1980 nahm sie in New York (mit u. a. Louisiana Red, Clem Moorman und Washboard Doc) das Album Sings the Classic Blues (of Victoria Spivey, Memphis Minnie and Eunice Davis) (L+R Records) auf. Im selben Jahr tourte sie mit dem American Folk Blues Festival in Deutschland (Album American Folk Blues Festival '80).
1984 zog sie mit ihrem dritten Ehemann, Merv Fusch, nach Südkalifornien, wo sie die Davis Fusch Graphics Company gründete und Gedichte und Songs schrieb.